# 横浜みなとみらいスポーツパーク

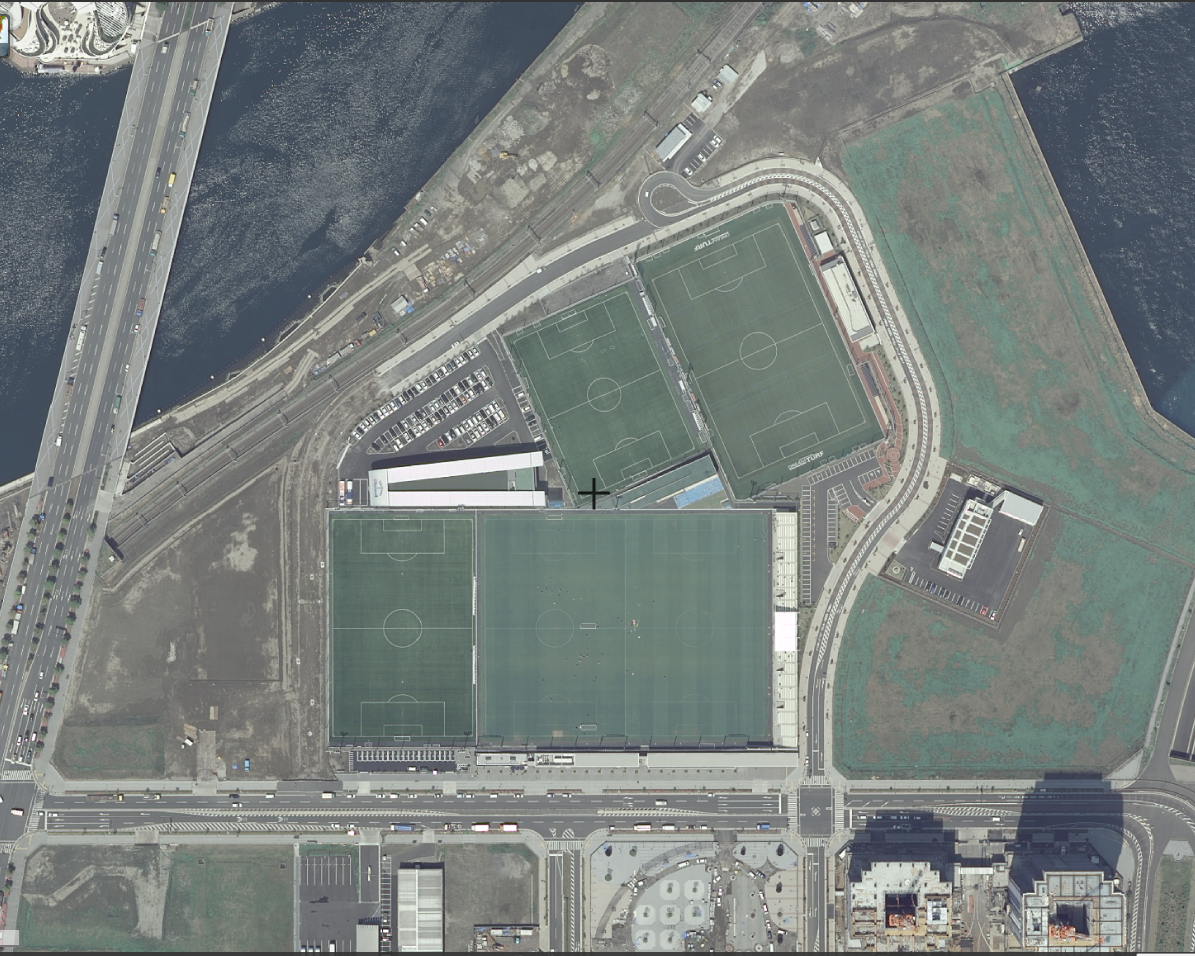
横浜みなとみらいスポーツパーク

横浜みなとみらいスポーツパーク（よこはまみなとみらいスポーツパーク）は、神奈川県横浜市西区みなとみらいにかつて存在した多目的球技場。事業主体は公益財団法人横浜市体育協会。2006年7月にオープンし、約10年後の2016年3月31日で一旦運営を終了しているが、以降も2017年11月30日まで期間限定で暫定運営を実施していた（後節参照）。

## 概要
みなとみらい地区の60街区に位置していた。J1リーグに所属する横浜F・マリノスの練習場「マリノスタウン」に隣接し、一般利用からプロスポーツの公式戦での利用まで、幅広く使用することを想定して造られた。また、ピッチは人工芝で日本サッカー協会の公認を受け、マリノスの下部組織の練習にも使用、マリノスタウンと一体化利用もされていた。
当施設は恒久施設ではなく暫定利用施設のため、マリノスタウン（61街区）と同様、施設オープンから10年後を目処に横浜市に土地を返還することを前提として元々開発されており、当初の借地契約期間は2015年3月までとなっていた。その後は1年ごとに契約を更新している状況となっていたが、F・マリノスのチーム機能やその下部組織において2016年3月頃を目処としたマリノスタウンからの完全移転およびそれに伴う同施設の閉鎖が決定したこともあり、当施設も1年間の契約更新期限となる同月末で運営を終了することとなった。横浜市ではマリノスタウンの敷地と共に、返却後の60・61街区では大規模集客（観光・エンターテインメント）施設を整備する方針としている。

### 閉鎖後の暫定運営と跡地開発
横浜市では隣接地・マリノスタウンの61街区や海側の62街区を含み、60〜62街区において2015年8月より開発事業者の公募を実施した。その結果、2016年3月には61街区の一部区画において「横浜アンパンマンこどもミュージアム&モールの移転プロジェクト」（2019年7月移転開業）の開発が決定したが、その他の残存部（当施設の敷地を含む）については開発計画の決定が持ち越される形となった。市では2016年度中に再公募を実施するとしているが、この時点では事業者の決定および契約締結・土地売却等の実施、新規開発の着工まで暫く時間を要する見通しであった。
このため当施設に関して一度は運営を終了（施設を閉鎖）したものの、2016年5月1日より期間限定で暫定運営を実施することが決定（6月以降は当施設のグラウンドだけでなく、隣接する旧マリノスタウンのグラウンドも一部利用可能）。暫定運営の期間は当初2017年3月31日までとしていたが、最終的には同年11月30日まで延長されることとなった。なお、2017年1月より再度実施された60〜62街区残存区画における開発事業者の公募により、当施設の跡地を含む60・61街区の一部（半分ほどの敷地）ではケン・コーポレーションが主導する約2万人収容の音楽アリーナ（Kアリーナ横浜）やホテル、オフィスビルなどの開発が決定している。

## 主な施設
以下は運営されていた頃の主な施設である。
- 人工芝フィールド - 110m×72m
  - 収容人数 - 336人（全席座席）
  - 照明設備  - 200ルクス
- クラブハウス
  - 更衣室
  - シャワールーム
  - ロッカールーム
  - 会議室
- 駐車場
- バイク置場
- 自転車置場

## 所在地・交通
所在地
神奈川県横浜市西区みなとみらい六丁目2-1
交通
- 横浜高速鉄道みなとみらい線・新高島駅4番出口（臨港パーク口）から徒歩約7分
- 横浜駅東口から徒歩約15分
- 桜木町駅から観光周遊バス「あかいくつ」で「マリノスタウン前」下車